# Castell d'Ocelló
Castell d'Ocelló és una construcció del municipi de Santa Margarida de Montbui (Anoia) declarada bé cultural d'interès nacional.

## Descripció
Restes al petit nucli o carrer del Saiò, en un fondal, però entre espadats.

## Història
La primera notícia documental del castell és de l'any 1023, quan el bisbe de Vic l'encomanà a Guillem d'Oló. Al segle xiii apareix documentada la família Ocelló.
Potser com el castell de Montbui, aquest passà a mans de la família Cardona. El 1319 el bisbe de Vic el traspassà al rei, el qual el vengué a Ramon Folc de Cardona l'any 1322.